# San Martín del Pimpollar
San Martín del Pimpollar és un municipi de la província d'Àvila a la comunitat autònoma de Castella i Lleó.

## Demografia
| 1991 | 1996 | 2001 | 2004 |
| ---- | ---- | ---- | ---- |
| 333  | 356  | 315  | 282  |